# Rune Schjøtt
Rune Schjøt (født 26. August 1971 er en dansk Instruktør og manuskriptforfatter.